# Bujadika
Bujadika (lat. Athyrium), rod papratnica, dio porodice Athyriaceae. Raširen je diljem svijeta, najviše po sjevernoj hemisferi, mnoge u Kini (preko 100), nekoliko u tropskoj Africi i Madagaskaru, i nešto u Novom svijetu. Na popisu je 181 vrsta i 58 hibrida. U Hrvatskoj raste ženska bujadika (A. filix-femina), dok je obična bujadika svrstana u rod Pseudathyrium
Rod je opisan 1790.

## Vrste
1. Athyrium aberrans Liang Zhang & Li Bing Zhang
2. Athyrium acutipinnulum Kodama ex Nakai
3. Athyrium adpressum Ching & W. M. Chu
4. Athyrium americanum (Butters) Maxon
5. Athyrium ammifolium (Mett.) C. Chr.
6. Athyrium amoenum C. Chr.
7. Athyrium anisopterum Christ
8. Athyrium annae Kornas
9. Athyrium appendiculiferum Alderw.
10. Athyrium araiostegioides Ching
11. Athyrium archboldii Copel.
12. Athyrium arcuatum Liebm.
13. Athyrium arisanense (Hayata) Tagawa
14. Athyrium asplenioides (Michx.) Desv.
15. Athyrium atkinsonii Bedd.
16. Athyrium atratum Bedd.
17. Athyrium attenuatum (C. B. Clarke) Tagawa
18. Athyrium austroorientale Ching
19. Athyrium baoxingense Ching
20. Athyrium bipinnatum K. Hori
21. Athyrium biserrulatum Christ
22. Athyrium bomicola Ching
23. Athyrium bourgeaui E. Fourn.
24. Athyrium brevifrons Nakai ex Kitag.
25. Athyrium brevistipes Ching
26. Athyrium caudatum Ching
27. Athyrium caudiforme Ching
28. Athyrium chingianum X.C.Zhang ex Z.R.Wang & X.C.Zhang
29. Athyrium christensenii Tardieu
30. Athyrium chungtienense Ching
31. Athyrium clarkei Bedd.
32. Athyrium clemensiae Copel.
33. Athyrium clivicola Tagawa
34. Athyrium contingens Ching & S. K. Wu
35. Athyrium costulalisorum Ching
36. Athyrium crassicaule J. P. Roux
37. Athyrium crassipes Ching
38. Athyrium criticum Ching
39. Athyrium cryptogrammoides Hayata
40. Athyrium davidii (Franch.) Christ
41. Athyrium daxianglingense Ching & H. S. Kung
42. Athyrium decorum Ching
43. Athyrium delavayi Christ
44. Athyrium delicatulum Ching & S.K.Wu
45. Athyrium deltoidofrons Makino
46. Athyrium dentilobum Ching & S.K.Wu
47. Athyrium devolii Ching
48. Athyrium dissitifolium (Baker) C. Chr.
49. Athyrium distans (D. Don) T. Moore
50. Athyrium dombeyi Desv.
51. Athyrium drepanopterum (Kunze) A. Braun ex Milde
52. Athyrium dubium Ching
53. Athyrium eburneum (J.Sm. ex Mett.) J.Sm.
54. Athyrium elmeri Copel.
55. Athyrium elongatum Ching
56. Athyrium emeicola Ching
57. Athyrium epirachis (Christ) Ching
58. Athyrium erythropodum Hayata
59. Athyrium falcatum Bedd.
60. Athyrium fallaciosum Milde
61. Athyrium fangii Ching
62. Athyrium ferulaceum (T. Moore ex Hook.) Christ
63. Athyrium filix-femina (L.) Roth
64. Athyrium fimbriatum Wall. ex T.Moore
65. Athyrium flabellulatum  (C. B. Clarke) Tardieu
66. Athyrium foliolosum (Wall.) T.Moore ex Sm.
67. Athyrium glandulosum Ching
68. Athyrium guangnanense Ching
69. Athyrium gymnogrammoides (Klotzsch ex Mett.) Bedd.
70. Athyrium hahasimense Nakai
71. Athyrium hainanense Ching
72. Athyrium hakonense (Makino) Ohwi
73. Athyrium haleakalae K.R.Wood & W.L.Wagner
74. Athyrium himalaicum Ching ex Mehra & Bir
75. Athyrium hirtirachis Ching & Y.P.Hsu
76. Athyrium hohenackerianum (Kunze) T. Moore
77. Athyrium infrapuberulum Ching
78. Athyrium interjectum Ching
79. Athyrium intermixtum Ching & P.S.Chui
80. Athyrium iseanum Rosenst.
81. Athyrium jinshajiangense Ching & K.H.Shing
82. Athyrium kandelii Fraser-Jenk.
83. Athyrium kawabatae Kurata
84. Athyrium kenzo-satakei Kurata
85. Athyrium khasimontanum Fraser-Jenk.
86. Athyrium kidoanum Kurata
87. Athyrium kirishimaense Tagawa
88. Athyrium kuratae Seriz.
89. Athyrium kutaiense C. Chr.
90. Athyrium latinervatum M.Kessler & A.R.Sm.
91. Athyrium leiopodum (Hayata) Tagawa
92. Athyrium lewalleanum Pic. Serm.
93. Athyrium lineare Ching
94. Athyrium longius Ching
95. Athyrium ludingense Z.R.Wang & Li Bing Zhang
96. Athyrium mackinnoniorum (Hope) C. Chr.
97. Athyrium majus (Makino) Makino
98. Athyrium maoshanense Ching & P. S. Chiu
99. Athyrium masamunei Seriz.
100. Athyrium medium (Carmich.) T. Moore
101. Athyrium mehrae Bir
102. Athyrium melanolepis (Franch. & Sav.) Christ
103. Athyrium mengtzeense Hieron.
104. Athyrium microphyllum (Sm.) Alston
105. Athyrium micropterum Fraser-Jenk.
106. Athyrium minimum Ching
107. Athyrium minutum Copel.
108. Athyrium mohillense (Fée) Tardieu
109. Athyrium morobense Copel.
110. Athyrium multipinnum Y.T.Hsieh & Z.B.Wang
111. Athyrium myer-dreesii Copel.
112. Athyrium nakanoi Makino
113. Athyrium nanyueense Ching
114. Athyrium neglectum Seriz.
115. Athyrium nephrodioides (Baker) Christ
116. Athyrium newtonii (Baker) Diels
117. Athyrium nikkoense Makino
118. Athyrium nitidulum (Kunze) Milde
119. Athyrium oblitescens Kurata
120. Athyrium obtusilimbum Ching
121. Athyrium omeiense Ching
122. Athyrium oosorum (Baker) Christ
123. Athyrium oppositipennum Hayata
124. Athyrium otophorum (Miq.) Koidz.
125. Athyrium pachyphyllum Ching
126. Athyrium palustre Seriz.
127. Athyrium parasnathense (C.B.Clarke) Ching ex Mehra & Bir
128. Athyrium pectinatum (Wall. ex Hope) C.Presl
129. Athyrium pinetorum Tagawa
130. Athyrium pitcairnense Copel.
131. Athyrium praetermissum Sledge
132. Athyrium pubicostatum Ching & Z.Y.Liu
133. Athyrium pulcherrimum Copel.
134. Athyrium puncticaule (Blume) T. Moore
135. Athyrium pygmaei-silvae Kurata
136. Athyrium regulare Koidz.
137. Athyrium repens (Ching) Fraser-Jenk.
138. Athyrium rhachidosorum (Hand.-Mazz.) Ching
139. Athyrium rondoense Verdc.
140. Athyrium roseum Christ
141. Athyrium rubripes (Kom.) Kom.
142. Athyrium ruilicolum W. M. Chu
143. Athyrium rupicola (Hope) C. Chr.
144. Athyrium sarasinorum Christ
145. Athyrium satowii H. Itô
146. Athyrium scandicinum (Willd.) C. Presl
147. Athyrium schimperi Moug. ex Fée
148. Athyrium schizochlamys (Ching) K.Iwats., H.Ohba & S.B.Malla
149. Athyrium sericellum Ching
150. Athyrium sessilipinnum X.C.Zhang & R.Wei
151. Athyrium setiferum C. Chr.
152. Athyrium setuligerum Kurata
153. Athyrium silvicola Tagawa
154. Athyrium sinense Rupr.
155. Athyrium sohayakiense Nakaike
156. Athyrium solenopteris (Kunze) T. Moore
157. Athyrium spinescens Kurata
158. Athyrium spinulosum (Maxim.) Milde
159. Athyrium strigillosum (T.Moore ex Lowe) T.Moore ex Salomon
160. Athyrium suprapuberulum Ching
161. Athyrium tashiroi Tagawa
162. Athyrium tenuipaleatum Copel.
163. Athyrium tozanense (Hayata) Hayata
164. Athyrium triangulare Alderw.
165. Athyrium tripinnatum Tagawa
166. Athyrium uniforme Ching
167. Athyrium venulosum Ching
168. Athyrium vermae Fraser-Jenk., Khullar & Pangtey
169. Athyrium vidalii (Franch. & Sav.) Nakai
170. Athyrium viridescentipes Kurata
171. Athyrium viviparum Christ
172. Athyrium wallichianum Ching
173. Athyrium wangii Ching
174. Athyrium wardii (Hook.) Makino
175. Athyrium xichouense Y.T.Hsieh & Z.R.Wang
176. Athyrium yakumonticola Kurata
177. Athyrium yakusimense Tagawa
178. Athyrium yokoscense (Franch. & Sav.) Christ
179. Athyrium yuanyangense Y.T.Hsieh & W.M.Chu
180. Athyrium zayuense Z. R. Wang
181. Athyrium zhenfengense Ching
182. Athyrium ×akiense Kurata
183. Athyrium ×amagi-pedis Kurata
184. Athyrium ×anceps Kurata
185. Athyrium ×austrojaponense Kurata
186. Athyrium ×awatae Seriz.
187. Athyrium ×bicolor Seriz.
188. Athyrium ×boreo-occidentali-indobharaticola-birianum Fraser-Jenk.
189. Athyrium ×calophyllum Sa. Kurata ex Seriz.
190. Athyrium ×cornopteroides Kurata
191. Athyrium ×decurrentiserratum K. Hori
192. Athyrium ×dixitii Fraser-Jenk.
193. Athyrium ×drepanopteroides Fraser-Jenk.
194. Athyrium ×flavosorum Seriz.
195. Athyrium ×fuscopaleaceum Kurata
196. Athyrium ×glabrescens Seriz.
197. Athyrium ×gurungae Fraser-Jenk.
198. Athyrium ×hisatsuanum Kurata
199. Athyrium ×ikutae Kurata
200. Athyrium ×inabaense Seriz.
201. Athyrium ×inouei Kurata
202. Athyrium ×kathmanduense Fraser-Jenk.
203. Athyrium ×kawabataeoides Kurata
204. Athyrium ×langtangense Fraser-Jenk.
205. Athyrium ×lobulosoimpolitum Fraser-Jenk.
206. Athyrium  manickamii Fraser-Jenk.
207. Athyrium ×mantoniae Fraser-Jenk.
208. Athyrium ×masayukianum Kurata
209. Athyrium ×megayakusimense Kurata
210. Athyrium ×meghalaicum Fraser-Jenk.
211. Athyrium ×mentiens Kurata
212. Athyrium ×minakuchii Kurata
213. Athyrium ×neoelegans Kurata
214. Athyrium ×nepalense Fraser-Jenk.
215. Athyrium ×paludicola Sa. Kurata ex Seriz.
216. Athyrium ×petiolulatum Kurata
217. Athyrium ×pichisermollianum Fraser-Jenk.
218. Athyrium ×pokharense Fraser-Jenk.
219. Athyrium ×pseudobipinnatum K. Hori
220. Athyrium ×pseudoiseanum Kurata
221. Athyrium ×pseudopinetorum Seriz.
222. Athyrium ×pseudospinescens Seriz.
223. Athyrium ×pseudowardii Seriz.
224. Athyrium ×purpurascens (Tagawa) Kurata
225. Athyrium ×purpureipes Kurata
226. Athyrium ×quaesitum Kurata
227. Athyrium ×sanjappae Fraser-Jenk.
228. Athyrium ×satsumense Seriz.
229. Athyrium ×sefuricola Kurata
230. Athyrium ×shiibaense (Seriz.) Nakaike
231. Athyrium ×shikoku-montanum Seriz.
232. Athyrium ×simlense Fraser-Jenk.
233. Athyrium ×sledgei Fraser-Jenk.
234. Athyrium ×subchristensenianum K. Hori
235. Athyrium ×subcrassipes Seriz.
236. Athyrium ×tokashikii Kurata
237. Athyrium ×tsurutanum Kurata
238. Athyrium ×watanabei Seriz.
239. Athyrium ×yakuinsulare Kurata

## Vanjske poveznice
|  | Zajednički poslužitelj ima još gradiva o temi Athyrium |
|  | Wikivrste imaju podatke o taksonu Athyrium             |